# Мусіївська волость
Мусіївська волость — історична адміністративно-територіальна одиниця Олександрійського повіту Херсонської губернії.
Станом на 1886 рік — складалася з 18 поселень, 18 сільських громад. Населення — 1992 особи (1043 чоловічої статі та 949 — жіночої), 322 дворових господарства.
|                     | Площа, десятин | У тому числі орної, дес. |
| ------------------- | -------------- | ------------------------ |
| Сільських громад    | 2736           | 2147                     |
| Приватної власності | 26784          | 6233                     |
| Казенної власності  | 988            | 300                      |
| Іншої власності     | 1              | —                        |
| Загалом             | 30509          | 8680                     |

Найбільше поселення волості:
- Мусіївка — село при річці Інгулець за 90 верст від повітового міста, 232 особи, 33 двори, православна церква, залізнична станція.